# 車輪星系
車輪星系（Cartwheel Galaxy, ESO 350-40）是一個位於玉夫座的透鏡狀星系，距離地球五億光年，其直徑大約15萬光年。
這個星系的樣子呈車輪般光環狀，外部的光環是不少新形成的恆星。天文學家認為，這個星系原本是一個像銀河系般的螺旋星系，因為與另一星系相撞，才變成今天的車輪狀。他們估計在約兩億年以前，一個較小的星系撞向較大星系的中央。由於較大星系中心的重力遭小星系扭曲，以致產生衝擊波，從中央衝向外部，使外層星雲受壓，形成新恆星。雖然人們找到車輪星系旁邊有兩個小星系，但多認為與它們與這次碰撞無關，原來發生碰撞的星系早已離去，現估計位於距離車輪星系25萬光年的位置。美國航太總署與歐洲太空總署表示，車輪星系仍處於「瞬息萬變的階段」。
2022年8月，詹姆斯·韋伯太空望遠鏡捕捉到車輪星系的新影像，以前所未見的清晰度拍到會旋轉的繽紛外環，揭露了車輪星系中恆星形成的新細節，以及中心超大質量黑洞的行為。

## 相關

### 條目
- 哈伯太空望遠鏡
- 詹姆斯·韋伯太空望遠鏡
- 韋伯的首次深空

### 網站
- 車輪星系 (Cartwheel Galaxy)
- The Cartwheel Galaxy
- 肇事者的拖痕